# Stan Ivar
Stan Ivar, född 11 januari 1943 i Brooklyn, är en amerikansk skådespelare. Han gjorde bland annat rollen som John Carter i TV-serien Lilla huset på prärien. Därtill har han medverkat i bland annat Våra bästa år och Star Trek: Voyager.